# Aranyalbum 2. 2000–2010
Az Aranyalbum 2. 2000–2010 a Republic megalakulásának 20 éves jubileumára kiadott dupla válogatásalbum, az Aranyalbum 1990–2000 folytatása.
Az azóta megjelent albumok dalai mellé felkerült egy új szerzemény is, az Emberlelkű földeken, amely a Magyarország története ismeretterjesztő sorozat végefőcíme.

## Dalok

### Első CD
1. Éhes és fázik (Cipő) (Só és cukor, 2000)
2. Ez itt egy ló (Tóth Zoltán–Bódi László) (Aki hallja, adja át!!!, 2003)
3. Nem volt még soha így (Tóth Zoltán) (Só és cukor, 2000)
4. Gyere közelebb, menekülj el (Bódi László) (Fényes utakon, 2007)
5. Egy balta száll (Bódi László) (Tiszta udvar, rendes ház, 2008)
6. Nagy kő zuhan (Bódi László) (Aki hallja, adja át!!!, 2003)
7. Aranysárga fényével (Tóth Zoltán) (Só és cukor, 2000)
8. Kirúgjuk magunk alól a Földet (Bódi László) (Mennyi még, Béla!?, 2002)
9. Csak Te vagy és Én (Patai Tamás–Bódi László) (Kenyér vagy igazság, 2006)
10. Díszítsetek fel ! (Tóth Zoltán) (A reklám után, 2001)
11. Volt néhány napom és volt néhány nevem (Bódi László) (Fényes utakon, 2007)
12. Kedves Hazám (Bódi László) (Mohikán, 2004)
13. Róma  (Boros Csaba–Tóth Zoltán) (Tiszta udvar, rendes ház, 2008)
14. Aki az én barátom (Tóth Zoltán) (Fényes utakon, 2007)
15. Ahová megyek (Boros Csaba–Bódi László) (Só és cukor, 2000)
16. Volt itt egy Ország (Bódi László) (1 Magyarország 1 Mennyország, 2005)
17. Hintőpor (Tóth Zoltán) (Tiszta udvar, rendes ház, 2008)
18. Nagy baj van hol, hol a szívem (Bódi László) (Mennyi még, Béla!?, 2002)
19. A vonat legutolsó kocsiján (Tóth Zoltán) (A reklám után, 2001)
20. Ég Veled most (Tóth Zoltán) (Só és cukor, 2000)

### Második CD
1. Csak játssz a szívemmel (Tóth Zoltán–Cipő) (Kenyér vagy igazság, 2006)
2. Tyereskova (Bódi László) (Kenyér vagy igazság, 2006)
3. Ezer kincs, ezer nyár (Tóth Zoltán) (Tiszta udvar, rendes ház, 2008)
4. Dudu (Boros Csaba–Bódi László) (Mohikán, 2004)
5. Varsó, hiába várod (Boros Csaba–Bódi László) (Mohikán, 2004)
6. Só és cukor (Boros Csaba–Bódi László) (Só és cukor, 2000)
7. Csak ezt a dalt… (uzsedáré-uzsedom) (Tóth Zoltán) (A reklám után, 2001)
8. Gyere, ültess el !!! (Patai Tamás–Bódi László) (A reklám után, 2001)
9. Ahogy nyílik a kapu (Boros Csaba–Bódi László) (Kenyér vagy igazság, 2006)
10. Add rám örök ruhám (Tóth Zoltán) (Balázsovits Edit –  Új Republic-dalok, 2009)
11. Odaütnél ha tudnál (Boros Csaba–Bódi László) (Só és cukor, 2000)
12. Összehordja a szél a szemetet (Boros Csaba–Bódi László) (1 Magyarország 1 Mennyország, 2005)
13. Párizsban (Tóth Zoltán) (Tiszta udvar, rendes ház, 2008)
14. A folyó ölel tovább (Boros Csaba) (Tiszta udvar, rendes ház, 2008)
15. Mongólia, Szerelmem Glória (Patai Tamás–Bódi László) (Aki hallja, adja át!!!, 2003)
16. Az ember remekmű (Bódi László) (A reklám után, 2001)
17. Ne fuss el és soha ne felelj (Tóth Zoltán–Bódi László) (Kenyér vagy igazság, 2006)
18. Szerelmes mindenkibe (Bódi László) (A reklám után, 2001)
19. Vágyutazók (Még egy levél Tamásnak) (Boros Csaba–Bódi László) (Aki hallja, adja át!!!, 2003)
20. Emberlelkű földeken (Tóth Zoltán) (új dal, 2009, a Magyarország története zenéje. Később felkerült a Köztársaság albumra.)

## Közreműködtek
- Tóth Zoltán – gitár, billentyűs hangszerek, ének, vokál
- Patai Tamás – gitár, vokál
- Nagy László Attila – dob, ütőhangszerek
- Boros Csaba – basszusgitár, ének, vokál
- „Cipő” – ének, zongora
- Szabó András – hegedű
- Halász Gábor – akusztikus gitár

valamint az eredeti felvételeken közreműködő előadók.

## Toplistás szereplése
Az album a Mahasz Top 40-es eladási listáján 18 héten át szerepelt, legjobb helyezése 8. volt. A 2009-es éves összesített listán az eladott példányszámok alapján 52. helyen végzett, a 2010-es éves összesítésben eladott példányszámok alapján 53., chartpozíciók alapján 20. lett.